# Oxana Stepicheva
Oxana Stepicheva (Rusia, 3 de septiembre de 1969) es una atleta del Equipo Unificado retirada especializada en la prueba de 200 m, en la que consiguió ser campeona europea en pista cubierta en 1992.

## Carrera deportiva
En el Campeonato Europeo de Atletismo en Pista Cubierta de 1992 ganó la medalla de oro en los 200 metros, con un tiempo de 23.18 segundos, por delante de la rumana Iolanda Oanta y la austriaca Sabine Tröger.